# Iso-Sepponen
Iso-Sepponen eller Suuri Sepponen är en sjö i Finland. Den ligger i kommunen Kuhmo i landskapet Kajanaland, i den centrala delen av landet, 500 km nordost om huvudstaden Helsingfors. Iso-Sepponen ligger 202,7 meter över havet. Den är 9,3 meter djup. Arean är 50,2 hektar och strandlinjen är 6,23 kilometer lång. Sjön  ingår i Vuoksens huvudavrinningsområde.   I omgivningarna runt Iso-Sepponen växer i huvudsak barrskog.